# Barbican (Metropolitano de Londres)
Barbican é uma estação do Metropolitano de Londres localizada perto do Barbican Estate, na margem da ala de Farringdon Within, na Cidade de Londres, no Centro de Londres. É conhecida por vários nomes desde a sua inauguração em 1865, principalmente em referência ao bairro vizinho de Aldersgate.
A estação é servida pelas linhas Circle, Hammersmith & City e Metropolitan, e está situada entre as estações Farringdon e Moorgate, na Zona 1 do Travelcard. A plataforma 2, que atende trens no sentido oeste, é conectada por um único elevador à estação Farringdon na linha Elizabeth. Até 2009, Barbican era adicionalmente servido pelos serviços Thameslink de e para Moorgate.

## Localização
A estação de Barbican fica em um corte alinhado leste-oeste com túneis cortados e cobertos em cada extremidade. A entrada moderna dá acesso da Aldersgate Street, através de um edifício dos anos 1990,  a uma passarela muito mais antiga que leva ao extremo leste das plataformas. Ao norte da estação estão as traseiras dos edifícios que dão para a Charterhouse Street, Charterhouse Square e Carthusian Street. Ao sul estão as traseiras dos edifícios que dão para a Long Lane, e a oeste está a Hayne Street. A estação fica perto do Barbican Estate, Barbican Centre, City of London School for Girls, Igreja de São Bartolomeu, o Grande e Smithfield. A entrada do Barbican para a estação Farringdon da linha Elizabeth fica uma rua a oeste da entrada da estação (embora um único elevador se conecte diretamente à estação).

## História
A estação foi inaugurada com o nome de Aldersgate Street em 23 de dezembro de 1865  na extensão de Moorgate de Farringdon. Foi construído no local de um edifício anterior na 134 Aldersgate Street, que por muitos anos teve uma placa afirmando "Esta era a casa de Shakespeare". O prédio ficava muito próximo à vizinha Fortune Playhouse, e uma lista de subsídios de 1598 mostra um "William Shakespeare" como o dono da propriedade, no entanto, não há nenhuma evidência documental indicando que eles e o dramaturgo eram a mesma pessoa.
A estação, que não tem construção na superfície, teve seu nome encurtado para Aldersgate em 1º de novembro de 1910 e foi renomeada novamente em 24 de outubro de 1924 como Aldersgate & Barbican. Em 1º de dezembro de 1968, o nome da estação foi simplificado para Barbican.
Os serviços de trem foram interrompidos durante a Segunda Guerra Mundial, quando a estação sofreu graves danos causados por bombas na Blitz, principalmente em dezembro de 1940. Isso levou à remoção dos andares superiores,  e em 1955 o restante do prédio do nível da rua também foi demolido e o telhado de vidro foi substituído por toldos. Isso incitou John Betjeman a escrever seu poema Monody on the Death of Aldersgate Station.
O aumento do tráfego de outras empresas, incluindo o tráfego de mercadorias, fez com que a via entre King's Cross e Moorgate fosse ampliada para quatro vias em 1868; a rota era chamada de 'City Widened Lines'. Os serviços suburbanos da Midland Railway passavam por Kentish Town e a Great Northern Railway passava por Kings Cross. Os serviços da British Rail para Moorgate foram inicialmente operados a vapor antes de serem convertidos em unidades múltiplas a diesel construídas em Cravens e classe de locomotivas British Rail Class 31 transportando estoque sem corredor que permaneceu em operação até meados da década de 1970.
Os trens de passageiros da Great Northern line, através das curvas York Road e Hotel em King's Cross até as Widened Lines, funcionaram até a eletrificação da Great Northern em 1976. As City Widened Lines foram renomeadas como Moorgate line quando a eletrificação aérea foi instalada em 1982, permitindo que o serviço Midland City Line fosse executado de Bedford através da Midland Main Line para Moorgate no serviço Thameslink. As plataformas Thameslink em Barbican foram fechadas novamente em março de 2009 como parte do Thameslink Programme para permitir que Farringdon tivesse suas plataformas de linha principal estendidas pela filial Moorgate da Thameslink. Como resultado, Barbican agora atende apenas linhas do Metrô.

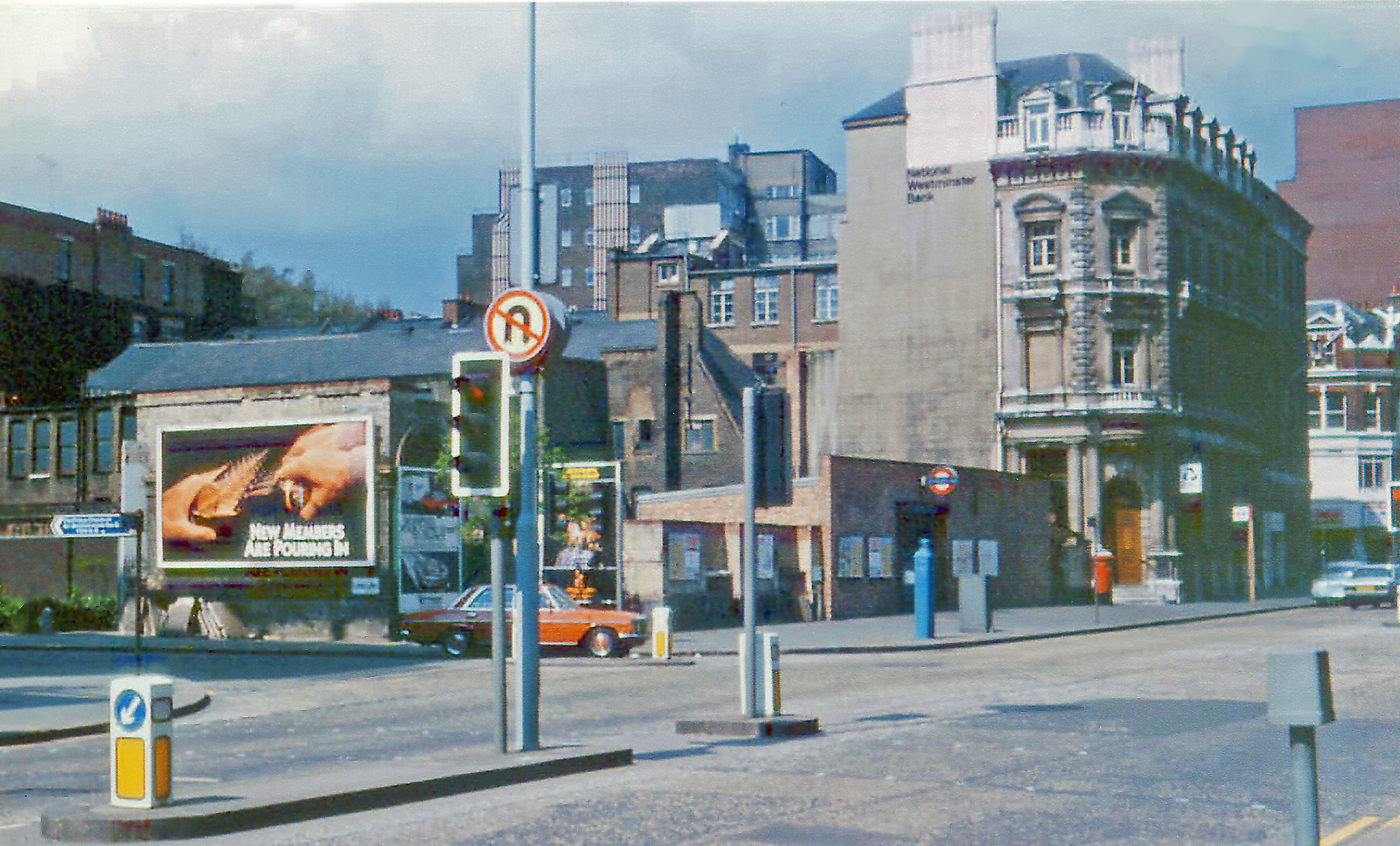
A antiga entrada em 1981

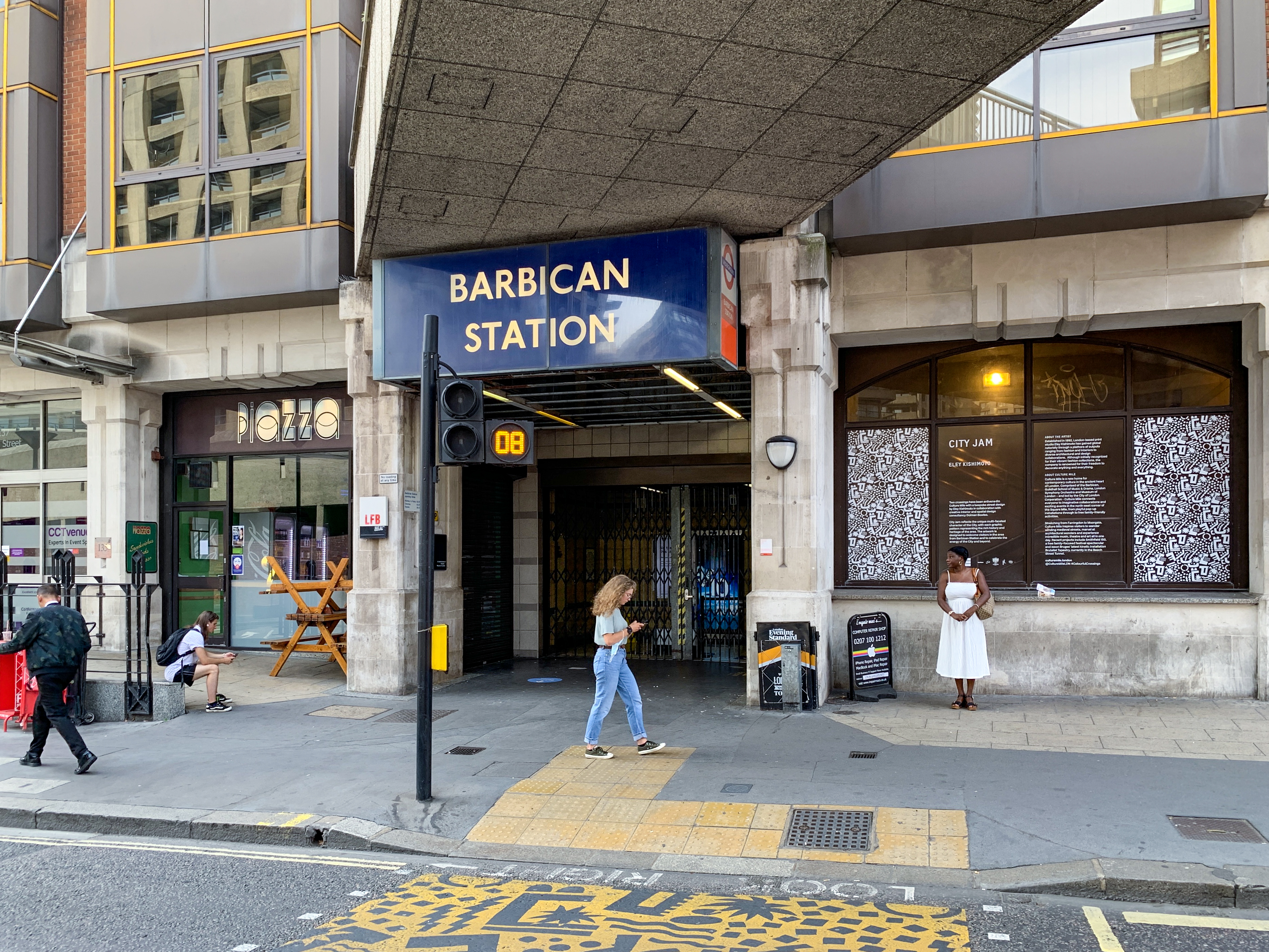
Entrada moderna para Barbican

A estação moderna é principalmente aberta aos elementos,  embora existam alguns dosséis curtos. Ainda podem ser vistos os restos da estrutura de suporte de um dossel de vidro sobre as quatro plataformas (removido na década de 1950). Na extremidade oeste das plataformas pode ser visto o início do complexo de túneis que levam ao mercado de carne de Smithfield. O gado para o mercado já foi entregue por via férrea e havia um pátio de mercadorias substancial sob o local do mercado.
A plataforma 1 é a mais setentrional, servindo os serviços do Metrô de Londres no sentido leste. As plataformas 2 e 3 formam uma plataforma central, com a plataforma 2 servindo serviços no sentido oeste. A plataforma 2 contém um elevador para as plataformas da linha Elizabeth; é a única plataforma com acesso sem degraus. As plataformas 3 e 4 estão fora de uso. Uma exposição sobre a história da estação, incluindo texto e fotografias, encontra-se no interior das barreiras, no lado sul do corredor da entrada principal.
A estação tem uma placa comemorativa afixada em uma de suas paredes em memória do falecido gato da estação, Pebbles.

## Incidentes e acidentes
Em 16 de dezembro de 1866, três passageiros morreram, um guarda ficou gravemente ferido e uma outra pessoa sofreu choque quando uma viga desabou sobre um trem de passageiros na estação. O acidente foi o primeiro a incluir vários passageiros na rede subterrânea. Quatro pessoas morreram durante o acidente, e uma quinta (um trabalhador envolvido no acidente) morreu enquanto aguardava julgamento. O serviço na linha voltou a funcionar apenas 30 minutos após o acidente.

## Serviços

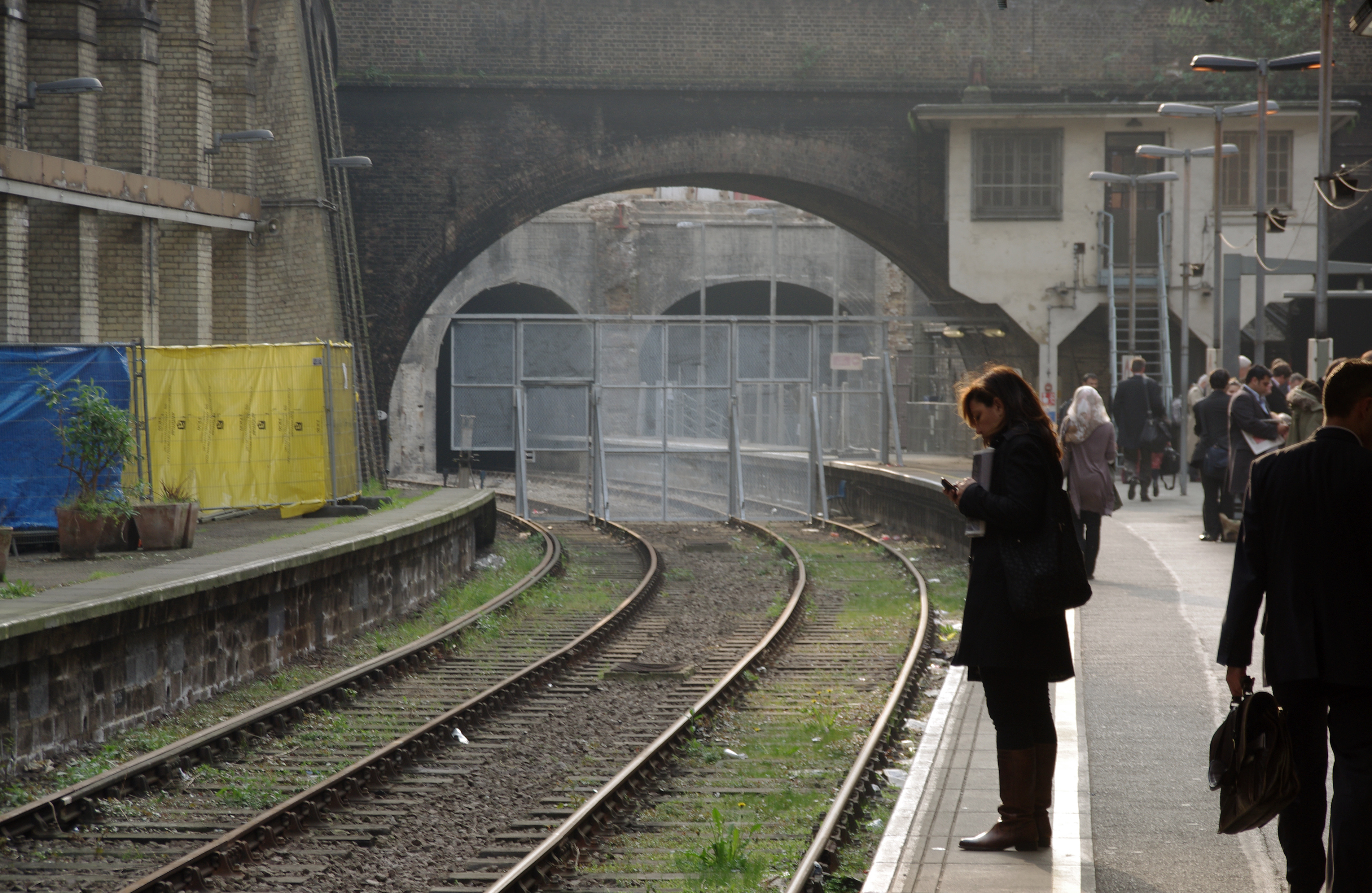
As linhas Thameslink no lado sul da estação não estão mais em uso. A caixa de sinalização vista aqui (R) foi demolida em janeiro de 2015 como parte do redesenvolvimento do Crossrail.

A estação é servida pelas linhas Metropolitan, Hammersmith & City e Circle. Todas as três linhas compartilham o mesmo par de trilhos de Baker Street Junction a Aldgate Junction, tornando esta seção da linha uma das mais intensamente usadas na rede do Metrô de Londres.

### Circle line
O serviço típico em trens por hora (tph) é:
- 6 tph no sentido horário para Edgware Road via Liverpool Street e Victoria
- 6 tph no sentido anti-horário para Hammersmith via Kings Cross St Pancras e Paddington

### Hammersmith & City line
O serviço típico em trens por hora (tph) é:
- 6 tph sentido leste para Barking
- 6 tph sentido oeste para Hammersmith via Paddington

### Metropolitan line
A Metropolitan Line é a única linha a operar serviços expressos, embora atualmente seja apenas durante os horários de pico (Sentido leste 06:30–09:30 / Sentido oeste 16:00–19:00). Os serviços rápidos funcionam sem parar entre Wembley Park, Harrow-on-the-Hill e Moor Park, Os serviços semirrápidos funcionam sem parar entre Wembley Park e Harrow-on-the-Hill.
O típico serviço fora de pico em trens por hora (tph) é:
- 12 tph sentido leste para Aldgate
- 2 tph sentido oeste para Amersham (todas as estações)
- 2 tph sentido oeste para Chesham (todas as estações)
- 8 tph sentido oeste para Uxbridge (todas as estações)Serviços fora do horário de pico de/para Watford terminam em Baker Street

O serviço típico de horário de pico em trens por hora (tph) é:
- 14 tph sentido leste para Aldgate
- 2 tph sentido oeste para Amersham (rápido no pico da noite apenas)
- 2 tph sentido oeste para Chesham (rápido apenas no pico da noite)
- 4 tph sentido oeste para Watford (semirrápido apenas no pico da noite)
- 6 tph sentido oeste para Uxbridge (todas as estações)

### Elizabeth line

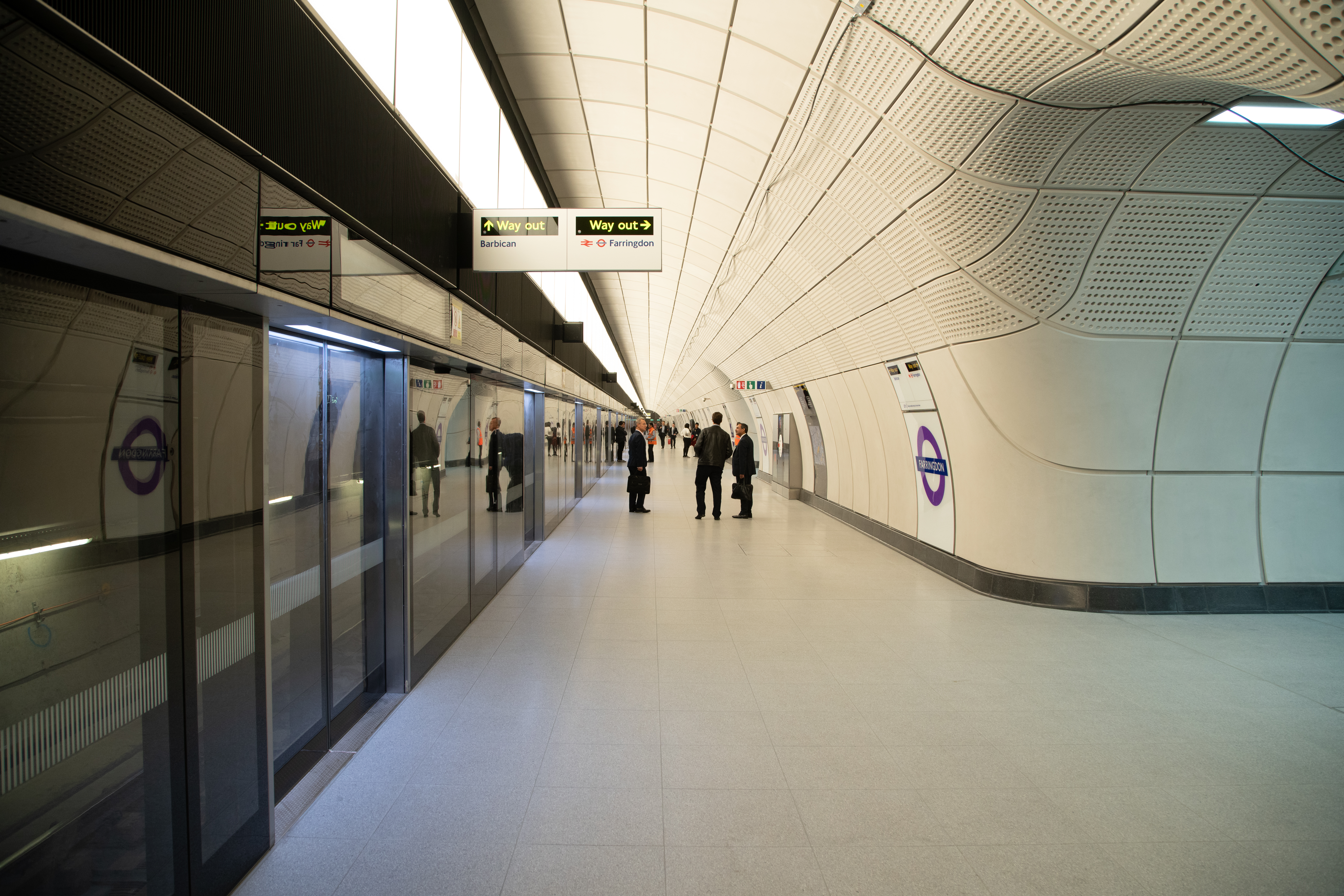
As plataformas da linha Elizabeth em Farringdon estão conectadas à plataforma oeste de Barbican.

A bilheteria de Barbican de Farringdon para a linha Elizabeth fica a oeste da estação de Barbican ao longo de Long Lane. Essa construção envolveu mudanças significativas na extremidade oeste da estação, incluindo a demolição da antiga caixa de sinalização para construir um poço de elevador da estação da linha Elizabeth apenas para a plataforma subterrânea no sentido oeste. O plano original de uma nova passarela abrangendo os trilhos até a plataforma leste não foi realizado devido a dificuldades de engenharia. O trabalho estava previsto para ser concluído em 2018, mas foi concluído em maio de 2022.

## Conexões
As linhas 4, 56 e 153 dos ônibus de Londres atendem a estação.